# Alabama Crimson Tide football

Logo da equipe atlética da Universidade do Alabama.

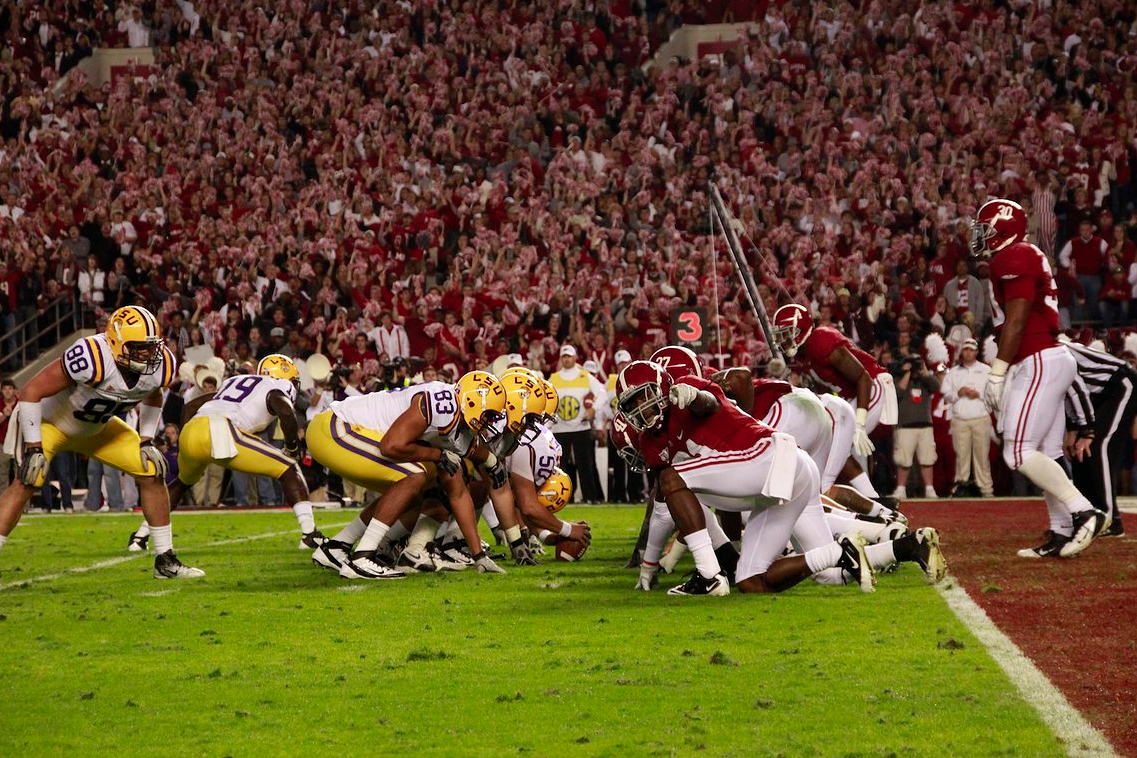
Alabama enfrentando LSU, em 2011.

O Alabama Crimson Tide é uma equipe de futebol americano universitário que representa a Universidade do Alabama. A equipe compete na Football Bowl Subdivision (FBS) da National College Athletic Association (NCAA) e na divisão Oeste da Southeastern Conference (SEC). Suas partidas locais são jogadas no Bryant-Denny Stadium, localizado no campus da universidade, em Tuscaloosa. O atual treinador principal da equipe é Kalen DeBoer, que substituiu Nick Saban depois de dezesseis anos. Fundados em 1892, os Crimson Tide é um dos times de futebol americano da NCAA mais bem sucedidos de todos os tempos, ganhando dezoito títulos nacionais com um percentual de vitória de mais de 70% em temporada regular.